# Kow Swamp 1
Kow Swamp 1 è il cranio fossile di un ominide della specie Homo sapiens del continente australiano, vissuto circa 10.000 anni fa, ritrovato nel 1967, in quello che sarebbe diventato il sito archeologico di Kow Swamp nello stato di Victoria in Australia.

## Descrizione
Il cranio è tra i più completi fossili ritrovati nel sito archeologico di Kow Swamp, che complessivamente sono stati attribuiti ad oltre 40 individui.
Alcuni studiosi hanno formulato l'ipotesi che il cranio fosse da attribuire alla specie Homo erectus che, se accolta, ne avrebbe fatto il fossile più recente di questa specie ritrovato al mondo. La tesi è stata contestata, da quanti hanno osservato come queste conclusioni non hanno tenuto conto delle deformazioni subite dal cranio, che si deve attribuire all'homo sapiens.
Successivamente gli scheletri furono sepolti nuovamente, su richiesta della comunità di aborigini.

### Annotazioni
1. ↑  Alcuni studiosi sostengono che le deformazioni siano state prodotte artificalmente[4].

### Riferimenti
1. 1 2 3  (EN) Kow Swamp, su peterbrown-palaeoanthropology.net. URL consultato il 1º maggio 2024.
2. ↑  (EN) Kow Swamp, su humanorigins.si.edu. URL consultato il 1º maggio 2024.
3. ↑  (EN) Jeffrey Hays, People Who Lived in Australia 20,000 to 10,000 Years Ago | Sea Life, Islands and Oceania — Facts and Details, su ioa.factsanddetails.com. URL consultato il 27 aprile 2025.
4. 1 2  (EN) Arthur C. Durband, Artificial cranial deformation in Kow Swamp 1 and 5: A response to Curnoe (2007), in HOMO, vol. 59, 2008,  pp. 261-269, DOI:10.1016/j.jchb.2008.06.001.
5. ↑  (EN) Kow Swamp1, su ccschmitt.github.io. URL consultato il 1º maggio 2024.